# 70 Virginis
70 Virginis ist ein 59 Lichtjahre entfernter Gelber Zwerg im Sternbild Jungfrau. Er besitzt eine scheinbare Helligkeit von 5,0 mag und ist somit in sternklaren Nächten gerade noch mit bloßem Auge zu sehen.
Ungewöhnlich an diesem Stern ist, dass er für seinen Spektraltyp G5 sehr hell ist. Diese Anomalie führte auch dazu, dass die Entfernung zu diesem Stern lange falsch eingeschätzt wurde. Erst durch Messungen des Hipparcos-Satelliten wurde dieser Wert korrigiert.
Im Jahre 1996 entdeckten Geoffrey Marcy und R. Paul Butler einen massereichen Himmelskörper, der 70 Virginis umkreist. Dieser Planet, der zu den ersten entdeckten extrasolaren Planeten gehört, trägt die Bezeichnung 70 Virginis b. Möglicherweise handelt es sich aber auch um einen sogenannten Braunen Zwerg.